# جورج رومني
جورج رومني (بالإنجليزية: George Wilcken Romney) (و. 1907 – 1995 م)
|عنوان=صفحة جورج رومني في National Thesaurus for Author Names identifier
|عمل=NTA
| تاريخ الوصول = 18 يناير 2019 
}}</ref> هو عضو مجموعة ضغط، وشخصية أعمال، وسياسي أمريكي، كان عضوًا في الحزب الجمهوري، توفي في بلومفيلد هيلز، عن عمر يناهز 88 عاماً ، بسبب نوبة قلبية.
وهو عضو في الحزب الجمهوري، رجل أعمال أمريكي وسياسي بالحزب الجمهوري، وكان ورئيسا لشركة أمريكان موتورز من 1954 إلى 1962، وحاكم ولاية ميشيغان من 1963 إلى 1969، ووزير الإسكان والتنمية الحضرية في الولايات المتحدة من 1969 إلى 1973، وكان والد الحاكم السابق لماساتشوستس والمرشح الجمهوري للرئاسة ميت رومني وزوج مرشح مجلس الشيوخ الأمريكي السابق ميشيغان لينور رومني.

## نشأته
ولد رومني من والدين أمريكيين الذين يعيشان في مستعمرات المورمون في المكسيك؛ أجبرت أحداث الثورة المكسيكية أسرته على الفرار إلى الولايات المتحدة عندما كان طفلا، عاشت الأسرة في عدة ولايات وانتهى بها المطاف في سولت لايك سيتي، يوتا، عمل رومني في عدد من الوظائف، وعمل مبشر المورمون في المملكة المتحدة، وحضر العديد من الكليات في الولايات المتحدة ولكن لم يتخرج من أي منهم.

## مسيرته
في عام 1939 انتقل إلى ديترويت وانضم إلى الجمعية الأمريكية لصناعة السيارات، حيث شغل منصب المتحدث الرئيسي خلال الحرب العالمية الثانية وترأس ترتيبات تعاونية يمكن للشركات أن تشارك فيها من أجل عمليات تحسين الإنتاج، انضم إلى ناش -كلفيناتور في عام 1948، وأصبح الرئيس التنفيذي لشركة أمريكان موتورز، في عام.1954 أصبحت الشركة تكافح من خلال تركيز جميع الجهود على سيارة رامبلر المدمجة. وسخر رومني منتجات شركات صناعة السيارات «الثلاثة الكبار» على أنها «ديناصورات غازية»، وأصبح واحدا من أول رجال الأعمال البارزين في وسائل الإعلام، وترأس ديترويت حصة كنيسة يسوع المسيح لقديسي الأيام الأخيرة، ثم التحق بالسياسة من خلال المشاركة في مؤتمر دستوري للدولة لإعادة كتابة دستور
ميشيغان خلال 1962-1961، انتخب رومني حاكم ولاية ميشيغان في عام، ثم 1962 أعيد انتخابه في 1964 و 1966، عمل على إصلاح وهيكلة الدولة المالية والإيرادات، وحدث توسع كبير في حجم حكومة الولاية وإدخال أول ضريبة الدخل بولاية ميشيغان.
كان رومني مؤيدا قويا للحقوق المدنية الأمريكية، وقد مثل لفترة وجيزة للجمهوريين المعتدلين ضد الجمهوري المحافظ باري غولدووتر خلال انتخابات الرئاسة الأمريكية عام 1964، وطلب تدخل القوات الفدرالية خلال شغب ديترويت عام 1967، وكان بداية من المرشحين الرئيسيين للترشيح الجمهوري لرئاسة الولايات المتحدة في انتخابات عام 1968، وأثبت أنه غير فعال في الحملة وتراجع خلف ريتشارد نيكسون في استطلاعات الرأي، لكن بعد تصريحات منتصف عام 1967 أن دعمه السابق لحرب فيتنام كان بسبب «غسل دماغ» من قبل مسؤولين عسكريين ودبلوماسيين أمريكيين في فيتنام، تعثرت حملته أكثر من ذلك وانسحب من المسابقة.
في أوائل عام 1968 بعد انتخاب نيكسون رئيسا، عين رومني أمينا للإسكان والتنمية الحضرية، وازدادت خطط رومني الطموحة لإنتاج المساكن للفقراء، وللإسكان المفتوح لتفريق الضواحي، كانت ناجحة إلى حد ما ولكن غالبا ما أحبطت نيكسون، غادر رومني الإدارة في بداية ولاية نيكسون الثانية في عام 1973 وعاد إلى الحياة الخاصة، ودعا إلى العمل التطوعي والخدمة العامة، وترأس المركز الوطني للعمل التطوعي من عام 1973 حتى عام 1991 كما شغل منصب ممثل إقليمي من الإثني عشر داخل كنيسته.

## روابط خارجية
- جورج رومني على موقع IMDb (الإنجليزية)
- جورج رومني على موقع الموسوعة البريطانية (الإنجليزية)
- جورج رومني على موقع مونزينجر (الألمانية)
- جورج رومني على موقع إن إن دي بي (الإنجليزية)